# Jimmy Douglas
Jimmy Douglas (12 de gener de 1898 - 5 de març de 1972) fou un futbolista estatunidenc. Va formar part de l'equip estatunidenc a la Copa del Món de 1930.